# Науменка
Науме́нка — село в Україні, у Житомирському районі Житомирської області, входить до складу Черняхівської селищної громади. Населення становить 46 осіб.

## Історія
Поселення засновано після 1868 року між селами Ганнопіль та Моделів.
Колищній орган місцевого самоуправління — Горбулівська сільська рада.